# Robert Bengsch

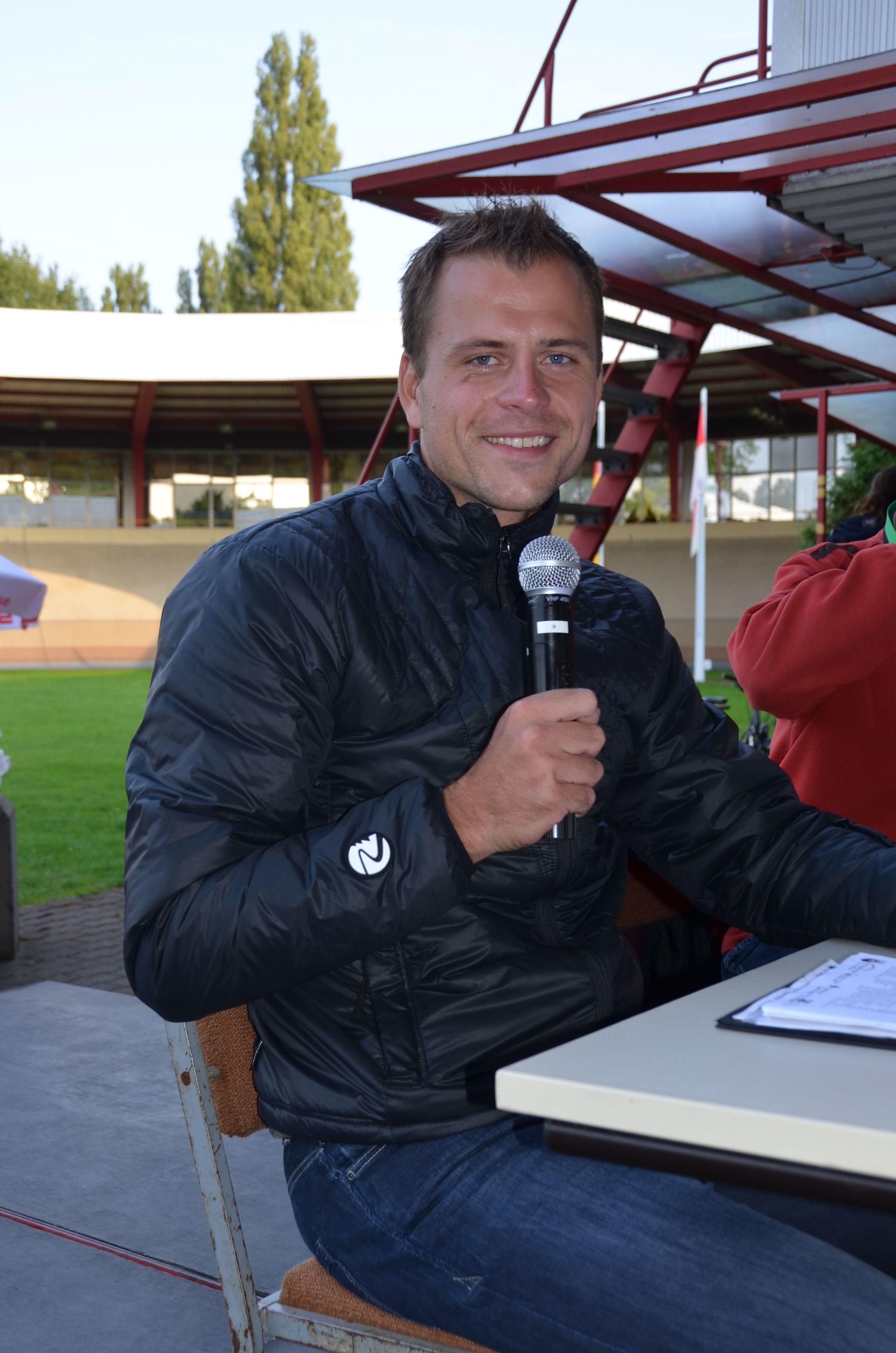
Robert Bengsch aux championnats d'Allemagne sur piste 2014 à Cottbus.

Robert Bengsch (né le 6 octobre 1983 à Francfort-sur-l'Oder dans le Brandebourg) est un coureur cycliste sur piste allemand des années 2000, spécialiste de la course à l'américaine et de la poursuite. Il a notamment été deux fois champion d'Allemagne de l'américaine, et a remporté une manche de Coupe du monde en poursuite par équipes à Los Angeles en 2005.

## Biographie
Alors qu'il est encore cadet, Robert Bengsch remporte en 1999 le Critérium Européen des Jeunes. En 2001, il devient champion d'Allemagne junior de la poursuite par équipes, et remporte la médaille d'argent aux championnats du monde juniors dans la même discipline. Bengsch participe aux Jeux olympiques sur piste en 2004. En 2005, il remporte pour la première fois une manche de la Coupe du monde à Los Angeles. La même année, il participe aux championnats d'Europe espoirs, où il obtient la médaille d'argent de la poursuite individuelle et la médaille de bronze de la course aux points. En 2007 et 2008, il remporte le titre de champion d'Allemagne de l'américaine avec Marcel Kalz. 
Sur la route, Bengsch court comme stagiaire chez T-Mobile en 2005, mais n'obtient pas de contrat professionnel. L'année suivante, il remporte la médaille d'argent de la course en ligne et du contre la montre aux championnats du monde militaires à Chaam. Il remporte en 2007 le Tour du Schafshöhe, et termine sixième du Championnat d'Allemagne du contre la montre. En 2008, ses performances contre la montre lui permettent de prendre la neuvième place de la Course de Solidarność et des champions olympiques et la onzième du Tour de Saxe. En août, il gagne la 3e étape du Tour Alsace à Huningue, et s'adjuge le classement général. En 2009, il obtient la quatrième place sur deux courses par étapes le Mazovia Tour et le Tour de Slovaquie. Il commence sa saison 2010 par une deuxième place dans le contre la montre du Tour de San Luis derrière Vincenzo Nibali.
À la fin de la saison sur piste 2012-2013, Bengsch annonce sa retraite de coureur cycliste pour poursuivre ses études déjà commencées. Il est également speaker pour des compétitions de cyclisme.

## Palmarès sur piste

### Championnats du monde
- Apeldoorn 2011
  - 12e de l'américaine

### Coupe du monde
- 2004
  - 3e de la poursuite par équipes à Sydney
- 2005
  - 1er de la poursuite par équipes à Los Angeles (avec Henning Bommel, Leif Lampater  et Robert Bartko)
  - 3e de la poursuite par équipes à Manchester
- 2007
  - 2e de la poursuite individuelle à Sydney
  - 3e de la poursuite par équipes à Moscou
- 2009-2010
  - 2e de l'américaine à Melbourne

### Six jours
- Brême : 2011 (avec Robert Bartko)

### Championnats d'Allemagne
- 2001
  -  Champion d'Allemagne de poursuite par équipes juniors (avec Henning Bommel, Daniel Musiol et Florian Piper)
- 2007
  -  Champion d'Allemagne de l'américaine (avec Marcel Kalz)
- 2008
  -  Champion d'Allemagne de poursuite par équipes (avec Henning Bommel, Robert Bartko et Frank Schulz)
  -  Champion d'Allemagne de l'américaine (avec Marcel Kalz)
  -  Champion d'Allemagne de l'omnium
- 2011
  -  Champion d'Allemagne de l'américaine (avec Marcel Kalz)
  -  Champion d'Allemagne de l'omnium

## Palmarès sur route

### Par années
- 1999
  - Critérium Européens des Jeunes
- 2001
  - 1re étape de la Coupe du Président de la ville de Grudziądz
  - Sint-Martinusprijs Kontich
- 2003
  - Tour du Harz (de)
- 2005
  - 3e de l'Erzgebirgsrundfahrt
  - 3e du championnat d'Allemagne sur route espoirs
- 2008
  - Tour Alsace :
    - Classement général
    - 3e étape

  -  Médaillé de bronze du championnat du monde du contre-la-montre militaires
- 2009
  -  Médaillé de bronze du championnat du monde du contre-la-montre militaires
- 2010
  - 4e étape du Tour de Bulgarie

### Classements mondiaux
| Année            | 2005  | 2006  | 2007  | 2008 | 2009 | 2010 |
| ---------------- | ----- | ----- | ----- | ---- | ---- | ---- |
| UCI America Tour |       |       |       |      |      | 210e |
| UCI Europe Tour  | 1213e | 1247e | 1187e | 242e | 524e | 842e |